# Coraje Abalos
Roberto Coraje Ábalos (Santiago del Estero; 16 de agosto de 1972) es un actor argentino.

## Biografía
Trabajó en el consulado de Nueva York, en un área de “promoción de la Argentina como destino turístico y otras bondades” entre 1999 y junio de 2001.
Estuvo casado con la actriz Mónica Antonópulos entre 2007 y 2013. Tienen un hijo llamado Camilo, nacido en 2012.

## Carrera
Debutó en 1992 en el programa Jugate conmigo conducido y producido por Cris Morena. Luego actuó en las telenovelas Quereme, La hermana mayor y 90 60 90 modelos, esta última fue uno de sus mayores éxitos televisivos interpretando al galán de Natalia Oreiro.
Continuo actuando en ficciones como RRDT, Son o se hacen y Drácula, y retomó su carrera de actor en 2003 en Son amores. Más tarde llegaron otros personajes en Mosca & Smith, Soy tu fan y Champs 12, y participaciones especiales en Ciega a citas, Un año para recordar, Herencia de amor, El hombre de tu vida, Historia clínica y Vecinos en guerra.
En 2007 debuta en teatro en la obra Extraña pareja, protagonizado por Carlin Calvo y Pablo Rago. En cine actuó en las películas Bacanal, en el año 1999 y Noche de silencio insomne en 2011.
En 2012 actúa en la serie Babylon, y al año siguiente integra el elenco de la telecomedia de Pol-ka Solamente vos como galán de la China Suárez.

## Trabajos

### Televisión
| Año       | Título                | Personaje                           | Canal      |
| --------- | --------------------- | ----------------------------------- | ---------- |
| 1992      | Jugate conmigo        | Animador                            | Telefe     |
| 1993      | Déjate querer         | Miguel Hernández                    | Telefe     |
| 1993      | Mi cuñado             | Sergio Fabián Arismendi             | Telefe     |
| 1994      | Quereme               | Federico                            | Telefe     |
| 1994      | Montaña rusa          | Ignacio "Nacho" Ruiz                | El Trece   |
| 1995      | La hermana mayor      | Víctor                              | Canal 9    |
| 1996-1997 | 90 60 90 Modelos      | Federico Ramos                      | Canal 9    |
| 1997      | R.R.D.T.              | Marcelo                             | Canal 13   |
| 1997      | Naranja y media       | Gabriel                             | Telefe     |
| 1998      | Son o se hacen?       | Pavlovsky                           | Canal 9    |
| 1998-1999 | Gasoleros             | Juan                                | Canal 13   |
| 1999      | Drácula               | Benicio                             | América TV |
| 2000-2002 | Tiempo final          | Varios personajes                   | Telefe     |
| 2003      | Son amores            | Edu                                 | Canal 13   |
| 2004-2005 | Mosca & Smith         | Castelanos                          | Telefe     |
| 2006      | Soy tu fan            | Rocco                               | Canal 9    |
| 2006      | Sos mi vida           | Fernando                            | Canal 13   |
| 2008      | Mujeres de nadie      | Dr. Rodrigo Morales                 | Canal 13   |
| 2009      | Champs 12             | Santiago                            | América TV |
| 2009-2010 | Ciega a citas         | Jerónimo                            | TV pública |
| 2010      | Herencia de amor      | Alberto                             | Telefe     |
| 2011      | Un año para recordar  | Pablo                               | Telefe     |
| 2011      | El hombre de tu vida  | Ludovico                            | Telefe     |
| 2012      | Babylon               |                                     | Canal 9    |
| 2013      | Historia clínica      | José de San Martín                  | Telefe     |
| 2013      | Los vecinos en guerra | Sergio Bernal                       | Telefe     |
| 2013-2014 | Solamente vos         | Ignacio "Nacho" Nacho Molina Montes | Canal 13   |
| 2014-2015 | Noche y día           | Gastón Santucho                     | Canal 13   |
| 2015      | Historia de un clan   | Lucas                               | Telefe     |
| 2019      | Pequeña Victoria      | Gustavo                             | Telefe     |
| 2024      | Felices los 6         | Gerardo                             | Max        |

### Cine
| Año  | Título                    | Personaje | Dirección |
| ---- | ------------------------- | --------- | --- |
| 1999 | Bacanal                   | Florencio | Agustín Alberdi, Martín Alomar, Mariana Barassi, Fernanda Chali, Bárbara Keen, Fernando Portabales y Eloísa Solaas |
| 2011 | Noche de silencio insomne | Barman    | Anna Elias |

### Teatro
| Año       | Obra           | Personaje   | Dirección                | Autoría    |
| --------- | -------------- | ----------- | ------------------------ | ---------- |
| 2007-2008 | Extraña pareja | Félix Unger | Luis Cicero y Pablo Rago | Neil Simon |